# Русия, Мелитон Иванович
Мелитон Иванович Русия (груз. მელიტონ ივანეს ძე რუსია, 1878, Ланчхути, Гурия — 1951) — грузинский политик, меньшевик, член Учредительного собрания Грузии.

## Биография
Родился в крестьянской семье, получил образование в гражданской школе Ланчхути. В последующие годы брал частные уроки и готовился к поступлению в среднюю школу. Продолжил учёбу в Экономическом институте, а затем в Харьковском технологическом институте, откуда в 1903 году его исключили с запретом поступления в другой вуз. Ему удалось продолжить учёбу в Киевском университете, который он окончил по специальности юриспруденция. Был членом РСДРП, работал в меньшевистской фракции. В течение 1904—1905 годов активно участвовал в революционном движении, работал пропагандистом. Был несколько раз арестован, а в 1905 году выслан в Уфимскую губернию.
Вернувшись из ссылки, работал в самоуправлении. В феврале 1917 года был представителем Тифлисского городского совета[уточнить]. Был членом Национального совета Грузии.
Подписал Декларацию независимости Грузии (1918)
12 марта 1919 года избран членом Учредительного собрания Грузии, председатель комиссии самоуправления. Эмигрировал в 1921 году, жил во Франции. Умер в 1951 году, похоронен на Левильском кладбище.

## Известные адреса
Анастасиевская ул.(ныне — Георгия Ахвледиани), 13.